# تغذية البيانات
تغذية البيانات آلية للمستخدمين لتلقي البيانات المحدّثة من مصادر البيانات. تستخدمها تطبيقات الزمن الحقيقي في إعدادات نقطة إلى نقطة وعلى الشبكة العنكبوتية العالمية. ويسمى هذا الأخير أيضًا تغذية الوِبّ. يعد تغذية الأخبار أحد الأشكال الشائعة لتغذيات الوب. تغذية RSS تجعل نشر المدونات أمرًا سهلاً. تلعب تغذية المنتجات دورًا متزايد الأهمية في التجارة الإلكترونية والتسويق عبر الإنترنت ، بالإضافة إلى توزيع الأخبار والأسواق المالية وأمن الحاسوب. تتطلب تغذية البيانات عادةً بيانات منظمة تتضمن حقولًا ذات تصنيفات مختلفة، مثل «العنوان» أو «المنتج».